# Hypomecis nigricuneata
Hypomecis nigricuneata là một loài bướm đêm trong họ Geometridae.